# Luis León
Luis Agustín León (Yapeyú, 23 de marzo de 1923 - Buenos Aires, 8 de enero de 2009) fue un político argentino de destacada trayectoria en la Unión Cívica Radical. Se desempeñó como Convencional Nacional Constituyente, Diputado Nacional, Senador Nacional y fue candidato a gobernador de la Provincia del Chaco, donde desarrolló toda su carrera política, en tres ocasiones, la primera de ellas en las elecciones de 1962, luego anuladas, donde encabezó la fórmula León - Otaño.

## Biografía

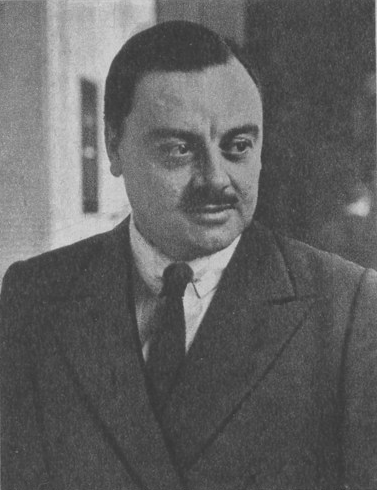
Luis León en 1964.

Tras un breve paso por Buenos Aires, se radicó en provincia del Chaco estudió Ciencias Económicas, no llegando a graduarse. Dedicó la mayor parte de su vida a la actividad política, tanto desde cargos partidarios en representación de la provincia de Chaco. 
Fue miembro de la Convención Nacional Constituyente de 1957, comenzando su carrera nacional. También fue diputado nacional entre 1958 y 1962, y entre 1963 y 1966. Fue presidente de la Comisión de Relaciones Exteriores de la Cámara. Durante 12 años fue secretario de la mesa del Comité Nacional de la UCR.
Durante las décadas de 1960 y 1970, adhirió a la Línea Nacional dirigida por Ricardo Balbín y era amigo personal del vicepresidente Carlos Perette. Fue elegido senador nacional entre los años 1973 y 1977. En una misión ante el Mercado Común Europeo, condenó enérgicamente el proteccionismo aduanero de productos alimenticios llevado adelante por las naciones de ese bloque.
En 1981 formó parte de la Multipartidaria, que llevaría adelante un diálogo entre las principales fuerzas políticas del país. Al año siguiente creó el M.A.Y., Movimiento de Afirmación Yrigoyenista, línea interna de la UCR, con las que se presentó a elecciones internas en 1988. Fue derrotado por el gobernador Cordobés, Eduardo Angeloz. El M.A.Y. sólo logró vencer en el Chaco, llevando a León a la presidencia de la UCR del Chaco. Un año antes fue candidato a gobernador de su provincia, acompañado por Ángel Rozas como candidato a vicegobernador, pero resultó derrotado por el candidato del Partido Justicialista. Fue fundador, primer Presidente y Presidente Honorario del Parlamento Latinoamericano (PARLATINO).La derrota electoral del 6 de septiembre de 1987 sumió en una crisis al radicalismo. La inflación se desbocó, crecieron los conflictos sociales por reclamos salariales, el déficit fiscal trepó sin pausas y decayó la calidad de la prestación de los servicios públicos. Existía descontento dentro del partido con la política económica, que había incidido negativamente en el humor social. Alfonsín, eligió al gobernador cordobés Eduardo Angeloz como el candidato natural de la UCR para los comicios presidenciales de 1989 lo que causó la oposición de Luis León enfrentado a Angeloz.
Con el retorno a la democracia, en 1983 volvió al Senado de la Nación hasta el 1992 cuando fue reelecto hasta 2001, autor del proyecto original de la Ley N.º 24.240. Se desempeñó como vicepresidente primero de la Cámara. En su paso por el Senado mostró su tenaz oposición al acuerdo por el Canal del Beagle y una sólida defensa a la causa Malvinas. Fue nuevamente candidato a gobernador en 1987, pero fue nuevamente derrotado.
Se distinguió por su lucha contra la privatización de la empresa YPF. Durante la presidencia de Fernando de la Rúa, ante las versiones sobre el pago de sobornos a senadores para aprobar la ley de reforma laboral, se enfrentó públicamente con el titular de la cámara alta Chacho Álvarez.

## Retiro de la política y fallecimiento
Dejó su cargo en diciembre de 2001. El crecimiento de la figura política de Ángel Rozas y su emergencia como líder del M.A.Y. a mediados de la década de 1990 marcaron el alejamiento de Luis León de la vida política activa. A mediados de la década del 1990, Rozas fue el primer gobernador radical del Chaco.
Casado con Marta Longombardo y padre de un hijo, padecía el mal de Alzheimer. Internado por mucho tiempo en un geriátrico de la ciudad de Buenos Aires, falleció en enero de 2009. Sus restos descansan en un cementerio privado en Resistencia.